# Geradores congruentes lineares

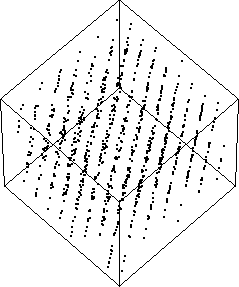
Mapa de retorno tridimensional para RANDU

Um gerador congruencial linear (do inglês Linear congruential generator) ou ainda conhecido pela sigla LCG é um algoritmo que produz uma sequência de números pseudo-aleatório calculados com uma função linear em trecho. O método representa um dos algoritmos de gerador de números pseudo-aleatórios mais antigos e mais conhecidos. A teoria por tras dele é relativamente facil de compreender, sua implementação é simples e sua execução rapida.
O gerador é definido pela relação de recorrência:
{\displaystyle X_{n+1}=\left(aX_{n}+c\right)~~{\bmod {~}}~m} onde:
- {\displaystyle X} é a sequencia de valores pseudo-aleatórios,
- {\displaystyle m} é o módulo, sendo {\displaystyle 0<m},
- {\displaystyle a} é o multiplicador, sendo {\displaystyle 0<a<m},
- {\displaystyle c} é o incremento, sendo {\displaystyle 0\leq c<m},
- {\displaystyle X_{0}} é a semente ou valor inicial, sendo {\displaystyle 0\leq X_{0}<m}.

A semente são inteiros constantes que definem o gerador. Se {\displaystyle c=0}, o gerador é comumente chamado de Gerador Congruencial Multiplicativo (do inglês multiplicative congruential generator), geralmente referenciado pela sigla MCG, ou Lehmer RNG. Caso {\displaystyle c\neq 0} o método é chamado de Gerador Congruencial Misto.

## Tamanho do período
O período de um gerador congruencial misto é no máximo {\displaystyle m} e dependo da escolha do fator {\displaystyle a} pode ser ainda menor que o modulo. Quando um gerador possui um período completo, todos os valores de {\displaystyle 0} a {\displaystyle m-1} serão gerados, após {\displaystyle m} números gerados os valores começam a se repetir gerando um ciclo. O gerador só possuirá um período completo para todas as sementes se e somente se:
1. o modulo {\displaystyle m} e o incremento {\displaystyle c} forem relativamente primos,
2. {\displaystyle a-1} for divisivel por todos os fatores primos de {\displaystyle m},
3. {\displaystyle a-1} for divisível por 4 se {\displaystyle m} for divisível por 4.

Estes três requisitos são definidos como o Teorema de Hull-Dobell. Enquanto LCGs são capazes de produzir números pseudo-aleatórios que passam em um teste de aleatoriedade, isto é extremamente dependente a escolha dos parâmetros {\displaystyle c}, {\displaystyle m} e {\displaystyle a}.
Historicamente, escolhas ruins levaram a implementações ineficientes dos LCGs. Um exemplo disto é o RANDU, que foi muito utilizado no inicio da década de 70 o que levou a diversos resultados serem questionados.

## Exemplo de código

### Python
```
def
 
lcg
(
modulo
,
 
a
,
 
c
,
 
semente
=
None
):

    
if
 
semente
 
!=
 
None
:

        
lcg
.
anterior
 
=
 
semente

    
num_aleatorio
 
=
 
(
lcg
.
anterior
 
*
 
a
 
+
 
c
)
 
%
 
modulo

    
lcg
.
anterior
 
=
 
num_aleatorio

    
return
 
num_aleatorio

lcg
.
anterior
 
=
 
2222

```